# Helicopsyche shuttleworthi
Helicopsyche shuttleworthi là một loài Trichoptera trong họ Helicopsychidae. Chúng phân bố ở miền Cổ bắc.